# Стшижина (Мазовецьке воєводство)
Стшижина (пол. Strzyżyna) — село в Польщі, у гміні Ґрабув-над-Пилицею Козеницького повіту Мазовецького воєводства.
Населення — 107 осіб (2011).
У 1975-1998 роках село належало до Радомського воєводства.

## Демографія
Демографічна структура станом на 31 березня 2011 року:
|          | Загалом | Допрацездатний вік | Працездатний вік | Постпрацездатний вік |
| -------- | ------- | ------------------ | ---------------- | -------------------- |
| Чоловіки | 51      | 12                 | 32               | 7                    |
| Жінки    | 56      | 16                 | 24               | 16                   |
| Разом    | 107     | 28                 | 56               | 23                   |